# Wyższa Szkoła Ubezpieczeń w Krakowie
Wyższa Szkoła Ubezpieczeń w Krakowie – uczelnia niepubliczna z siedzibą w Krakowie, posiadająca osobowość prawną, działająca na mocy przepisów ustawy z dnia 27 lipca 2005 roku Prawo o szkolnictwie wyższym w oparciu o uzyskane zezwolenie nr 49/2001 Ministra Edukacji Narodowej z dnia 17 sierpnia 2000 roku.
Władze uczelni:
- Rektor: prof. nzw. dr hab. Wiktor Adamus
- Kanclerz: mgr Marek Strzelecki

Wyższa Szkoła Ubezpieczeń w Krakowie prowadzi studia stacjonarne i niestacjonarne pierwszego stopnia na kierunku finanse i rachunkowość specjalizując się w praktycznej nauce zawodu popartej kształceniem do wybranych specjalności i specjalizacji zawodowych. Uczelnia specjalizuje się w nauce ekonomii społecznej o profilu praktycznym z zakresu finansów, ekonomii, rachunkowości, bankowości i nauce ubezpieczeń. Uczelnia prowadzi także specjalistyczne studia podyplomowe.
Instytuty naukowe: Instytut Nowych Technologii i Instytut Badań Rynku i Gospodarki prowadzą działalność naukowo-badawczą i rozwojową. W uczelni działa też instytut szkoleniowy i doradczy: Małopolskie Forum Doradztwa Kariery.